# 1928-as magyar úszóbajnokság
Az 1928-as magyar úszóbajnokságot júliusban rendezték meg.

## Eredmények

### Férfiak
| Versenyszám                                 | Arany                                                          | Arany      | Ezüst                                                   | Ezüst                                     | Bronz                                         | Bronz    |
| ------------------------------------------- | -------------------------------------------------------------- | ---------- | ------------------------------------------------------- | ----------------------------------------- | --------------------------------------------- | -------- |
| 100 m gyorsúszás Döntő: július 22.          | Bárány István MOVE Eger SE                                     | 1:00 NR ER | Wanié Rezső Szegedi UE                                  | 1:02,8                                    | Gáborffy Antal BSzKRT                         | 1:03,6   |
| 200 m gyorsúszás Döntő: július 6.           | Bárány István MOVE Eger SE                                     | 2:22,8     | Tarródy Géza MOVE Eger SE                               |                                           | Wanié András Szegedi UE                       |          |
| 400 m gyorsúszás Döntő: július 21.          | Tarródy Géza MOVE Eger SE                                      | 5:21,4 NR  | Wanié András Szegedi UE                                 | 5:25                                      | Halassy Olivér UTE                            | 5:30     |
| 800 m gyorsúszás Döntő: július 6.           | Halassy Olivér UTE                                             | 11:37,02   | Páhok István MTK                                        |                                           | Geőcze János MOTE                             |          |
| 1500 m gyorsúszás Döntő: július 22.         | Fehér II. István Jászapáti Összetartás Halassy Olivér UTE      | 22:19,6    | nem osztották ki, két első helyezett volt               | nem osztották ki, két első helyezett volt | Geőcze János MOTE                             | 22:23,48 |
| 100 m hátúszás Döntő: július 22.            | Bitskey Aladár Ludovika Akadémia SE                            | 1:16,2     | Nagy OTK                                                | 1:18,2                                    | Bitskey Árpád MOVE Eger SE                    | 1:18,4   |
| 100 m mellúszás Döntő: július 21.           | Kövesi László MTK                                              | 1:21,2     | Hild László UTE                                         | 1:21,8                                    | Bitskey Zoltán MOVE Eger SE                   | 1:25     |
| 200 m mellúszás Döntő: július 22.           | Hild László UTE                                                | 3:03,6     | Kövesi László MTK                                       | 3:03,8                                    | Feichtinger József Ferencvárosi TC            | 3:10,0   |
| Folyambajnokság Döntő: augusztus 23.        | Halassy Olivér Újpesti TE                                      | 1:07:24    | Bozsi Mihály Újpesti TE                                 | 1:09,48                                   | Szabó István MTK                              | 1:11:40  |
| Folyambajnokság csapat Döntő: augusztus 23. | Újpesti TE Halassy Olivér Bozsi Mihály Haraszti Németh Kormuth | 20 pont    | Ferencvárosi TC Feichtinger Jónás Zentai Farkas Haáz    | 65 pont                                   | MTK Szabó István Krammer Dicker Hoffmann      |          |
| 4 × 200 m gyorsváltó Döntő: július 22.      | MOVE Eger SE Bitskey Baranyai Tarródy Géza Bárány István       | 10:05      | Szegedi UE Brenner Herendy II. Wanié András Wanié Rezső | 10:13                                     | MTK Hollósy Páhok István Magyar Hormonnay II. |          |
| 3 × 100 m vegyes váltó Döntő: július 21.    | MOVE Eger SE Bitskey Zoltán Bitskey Árpád Bárány István        | 3:46,4     | Szegedi UE Gál Herendi Wannie                           | 3:48,6                                    | MTK Kövesi László Magyar Hollósy              | 3:59,9   |

### Nők
| Versenyszám                              | Arany                                                | Arany   | Ezüst                                                         | Ezüst   | Bronz                                           | Bronz   |
| ---------------------------------------- | ---------------------------------------------------- | ------- | ------------------------------------------------------------- | ------- | ----------------------------------------------- | ------- |
| 100 m gyorsúszás Döntő: július 22.       | Sipos Margit Nemzeti SC                              | 1:21,2  | Stieber Lotti MAC                                             | 1:21,4  | Kraszner Vilma Magyar UE                        | 1:27,8  |
| 100 m hátúszás Döntő: július 21.         | Szőke Kató * Nemzeti SC                              | 1:39,6  | Vermes Magda Ferencvárosi TC                                  | 1:41,2  | Nemes Ilus MOVE Eger SE                         | 1:41,4  |
| 100 m mellúszás Döntő: július 21.        | Nemes Ilus * MOVE Eger SE                            | 1:40    | Vass Margit Nemzeti SC                                        | 1:42    | Fest Franciska Nemzeti SC                       | 1:43    |
| Folyambajnokság Döntő: augusztus 23.     | Gusti Fleischer Danubia                              | 1:15,03 | Raichle Nóra MAC                                              | 1:18,38 | Koch Erzsébet DAC Győr                          | 1:18,44 |
| Folyambajnokság csapat Döntő:            | Újpesti TE Hoffmann Manci Gombos Magda Hoffmann Irén | 22 pont | III. kerületi TVE Virág Éva Fischer Józsa Bosnyákovits Etelka | 27 pont | MUE Schwarz Magda Székely Katalin Petkó Boriska | 35 pont |
| 3 × 100 m vegyes váltó Döntő: július 22. | Nemzeti SC Vass Margit Szőke Kató Sipos Margit       | 4:50    | Magyar UE Bencze Kovácsi Kraszner                             | 5:04,2  |                                                 |         |

* A győztes nem nyerte el a bajnoki címet, mivel a kikötött 1:36 mp. standardot nem érte el.